# دنیس تریلو
دنیس تریلو (انگلیسی: Dennis Trillo؛ زادهٔ ۱۲ مهٔ ۱۹۸۱) مجری، خواننده، مدل و بازیگر تلویزیون اهل فیلیپین است. وی از سال ۱۹۹۹ میلادی تاکنون مشغول فعالیت بوده است.